# Iglesia de San Esteban (Nieva)
La iglesia de San Esteban es un templo de culto católico ubicado en el municipio de Nieva, en la provincia de Segovia (España).

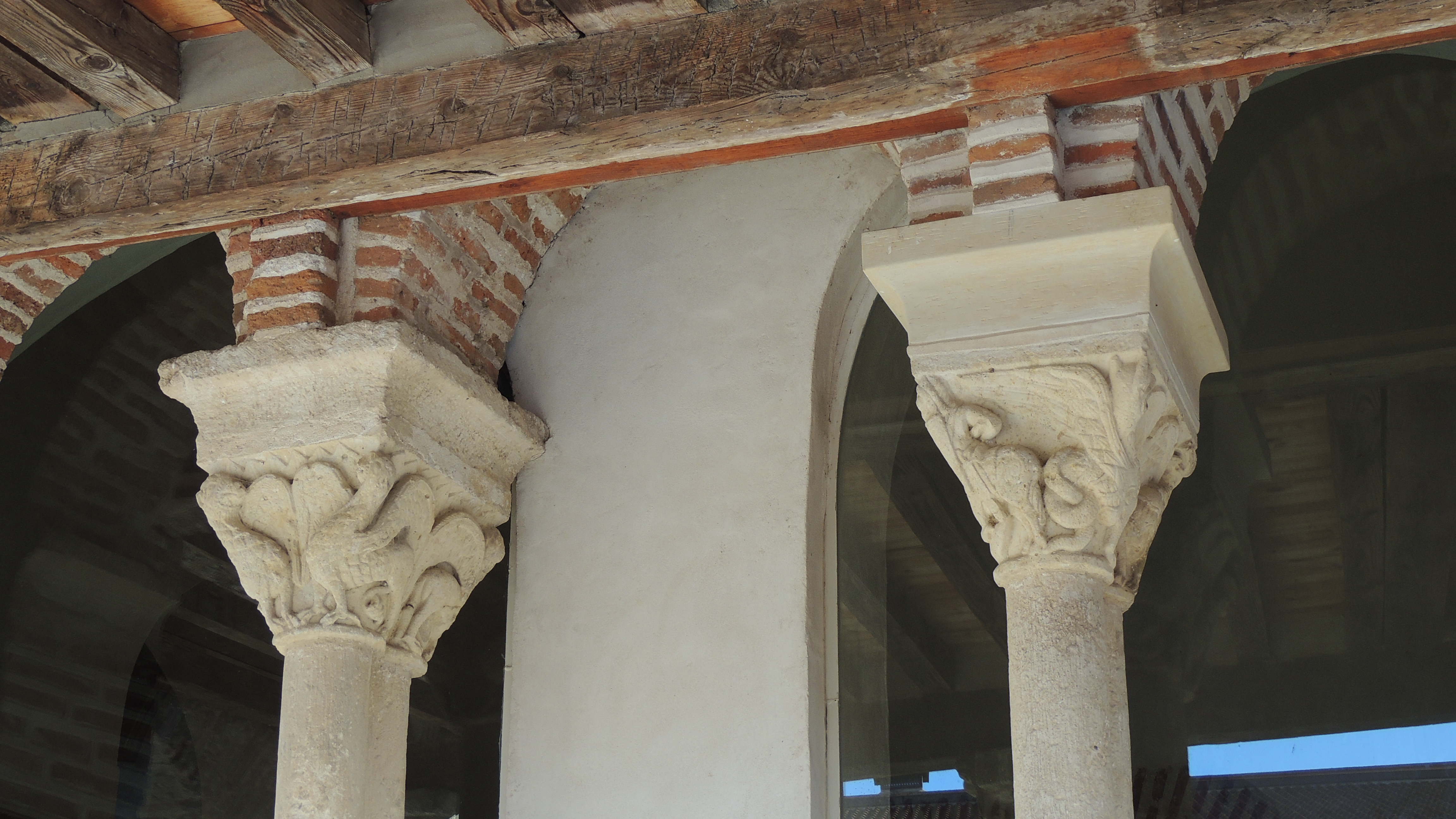
Capiteles de la galería porticada

Construida en el siglo XIII, en su fábrica se mezclan los estilos románico y mudéjar, visible principalmente en la galería porticada de la entrada principal, en la que se conjugan arcos y pilares de ladrillo con columnas románicas de piedra. 
Consta de una única nave, en la que los muros del presbiterio muestran decoración mudéjar compuesta por arcos doblados, separados por una chambrana, y sobre ellos seis rectángulos. Preside la nave un ábside semicircular, de factura mudéjar, decorado con tres pisos de arquerías ciegas y dobladas, rematadas con un friso de esquinillas y tres filas de ladrillos formando el alero. También corresponde al mudéjar su puerta septentrional, compuesta por cuatro arquivoltas. 
La torre se ubica a modo de cimborrio sobre la nave; es de planta rectangular y está dispuesta con dos cuerpos de campanas. Finalmente se ubica la galería porticada en la fachada principal, en la que son interesantes los capiteles de las columnas, en los que aparecen grifos, dragones y otras criaturas.